# Marcus Wyatt
Marcus Wyatt (Honiton, 14 december 1991) is een Brits skeletonracer.

## Carrière
Wyatt maakte zijn wereldbeker-debuut in het seizoen 2017/18, het seizoen erop behaalde hij al een zesde plaats in het eindklassement. In het seizoen 2019/20 werd hij 8e in de eindstand. In het seizoen 2020/21 werd hij opnieuw achtste, het volgende seizoen 2021/22 een 19e plaats in het eindklassement. Het seizoen 2022/23 behaalde hij in de eerste wedstrijd zijn eerste Wereldbeker overwinning. In de eindrangschikking eindigde hij als derde.
Hij nam in 2019 deel aan het wereldkampioenschap waar hij individueel twaalfde werd en 5e met het landenteam (bobsleeën + skeleton). Het jaar erop werd hij individueel tiende en met Laura Deas 11e in het gemengdteam onderdeel. In 2021 werd hij individueel twaalfde en met Ashleigh Fay Pittaway zevende in het gemengdteam onderdeel. In 2022 bij de Olympische Winterspelen werd hij 16e, net achter landgenoot Matt Weston. Bij de WK van 2023 werd hij vijfde.

## Resultaten

### Olympische Spelen
| Jaar | Plaats | Resultaat |
| ---- | ------ | --------- |
| 2022 | Peking | 16e       |

### Wereldkampioenschappen
| Jaar | Plaats       | Resultaat                          |
| ---- | ------------ | ---------------------------------- |
| 2019 | Whistler     | 12e Individueel 5e Landenwedstrijd |
| 2020 | Altenberg    | 10e Individueel 11e Gemengd team   |
| 2021 | Altenberg    | 12e Individueel 7e Gemengd team    |
| 2023 | Sankt Moritz | 5e Individueel                     |

### Wereldbeker
Eindklasseringen
| 2017/2018 | 22e   |
| 2018/2019 | 6e    |
| 2019/2020 | 8e    |
| 2020/2021 | 8e    |
| 2021/2022 | 19e   |
| 2022/2023 | Brons |

Wereldbekerzeges
| Datum            | Plaats   |
| ---------------- | -------- |
| 24 november 2022 | Whistler |